# 邯长铁路
邯长铁路，是一条连接河北省南部邯郸市与山西省东部长治市的铁路。邯长铁路历史最早可追溯至1943年8月，但一般认为邯长铁路的始建应以1959年5月磁山至涉县段新建工程开工为标志。线路全长219公里，全线共设有车站35座。

## 历史
1943年8月，为掠夺河北磁山一带的铁矿资源，日本侵略军修建了邯郸至磁山的简易铁路。这条线路全长44.5公里，引自平汉铁路邯郸站，向西至磁山站止，初名为平汉铁路磁山支线。工程于1944年6月完工。这段即为邯长铁路东段。
磁山支线在第二次国共内战初期遭到破坏，1946年末全线被修复通车。1947年1月开始，为了沟通冀晋边区的交通，向涉县方向展筑。当时修建的磁山至涉县段全长59公里，为610毫米轨距的窄轨铁路，动工于1947年2月6日，竣工于1948年10月20日，东起邯郸市，西止涉县城北关，全长103公里。全线遂更名为平汉铁路磁涉支线。
1949年9月，为解京汉铁路恢复通车用轨之急，邯涉铁路的磁山至涉县段，1950年至1951年间将磁山至和村段改造为标准轨距，并入邯磁铁路，改称为邯磁铁路和村支线。
1959年5月，邯郸至和村段改建工程开工。全段名为京广铁路邯和支线。线路起自京广铁路邯郸站，向西经林村至武安，折向南行经磁山至和村，长度为45公里。
1959年5月，磁涉支线磁山至涉县段新建工程由国家投资开工。新建线路全长54.51公里，从和村支线的磁山站外引出线路，沿南洛河的西岸经徘徊、冶陶、西戌至涉县。这段即为邯长铁路中段，是邯郸惟一的地方准轨铁路，全长53公里。这条铁路由两段组成，第一段为磁山到涉县的西戌，全长31公里，1959年由国家投资建设，建成后正值国民经济困难时期，被迫封闭。封闭的10余年间，因无日常养护，线路自然损坏较重。1964年底，这段封闭的铁路由邯郸地方铁路管理处接管，1965年3月该处对其进行了修复。第二段为涉县的西戌到涉县县城，全长22公里，1965年3月11日开工建设，5月20日建成通车，属于新建路段。磁涉铁路由地方管理和经营10年后，应铁道部要求，经河北省革命委员会主任刘子厚同意，1975年9月30日，无偿移交给铁道部，结束了邯郸管理和经营准轨铁路的历史。
1961年7月，因内外因素限制，京广铁路邯和支线建设被迫中途停工。1970年4月曾一度复工。
1973年6月，新建工程全面复工，线路再次更名为京广铁路磁山涉县支线。
1975年9月，磁山涉县支线自西戌镇展筑至涉县，长度34.79公里。至此，自磁山至涉县总长64.5公里的线路全线铺通，开始办理临时运营。同时，继续向西往山西长治展筑，并正式更名为邯长铁路。邯长铁路规划线路深入太行山山区，在漳河的两大源头清漳河与浊漳河之间穿行，越过河北山西两省省界至长治。邯长铁路规划为晋煤外运的一条新通道。
1980年，邯长铁路西段自太焦铁路长治北站出岔，向东铺轨至微子镇，长度为18公里。
1981年11月，微子镇至涉县间长度为88公里的路段完成铺轨。至此，邯郸至长治北214.51公里的新建线路全线建成通车，标志着邯长铁路贯通。
1984年5月1日，邯长铁路全线正式交付投入使用。

## 扩能改造
为增强晋煤东运能力，北京铁路局（现中国铁路北京局集团有限公司）于2008年开始谋划邯长铁路、阳涉铁路的扩能改造工程，对既有线路（悬钟站至邯郸南站）增建二线并电气化改造，长治北至悬钟区间维持单线，并一同进行电气化改造。改造完成后悬钟站至邯郸南站时速将由原来的60公里提高到100公里，运力可达到18000万吨/年，客车15对/日；长治北站至悬钟站运力可达到4000万吨/年。
2009年10月29日，国家发改委发布发改基础20092738号文，正式批复邯长铁路扩能改造工程可行性研究报告。
2010年3月21日，邯长铁路扩能改造工程与新建津保铁路工程、新建张家口至唐山铁路工程､新建石家庄站和保定站工程一同，在河北省廊坊市安次区召开了建设动员大会。2010年9月28日，邯长铁路扩能改造工程正式开工。
2010年11月24日16时40分左右，邯长铁路扩能改造工程河北涉县北原村段施工现场搅拌站料场基坑回填过程中，砖砌边墙突然倒塌，造成4名工人死亡，1人受伤。
2014年7月9日，邯长铁路扩能改造工程（邯长铁路复线邯郸南至悬钟区间）全线开通。